# علی‌کلا
علی‌کلا، روستایی از توابع بخش گیل‌خوران شهرستان جویبار در استان مازندران ایران است.

## جمعیت
این روستا در دهستان چپکرود قرار داشته و براساس آخرین سرشماری مرکز آمار ایران که در سال ۱۳۸۵ صورت گرفته، جمعیت آن ۹۴ نفر (۲۶خانوار) بوده‌است.